# Hadula trifolii
Hadula trifolii là một loài bướm đêm trong họ Noctuidae.

## Hình ảnh

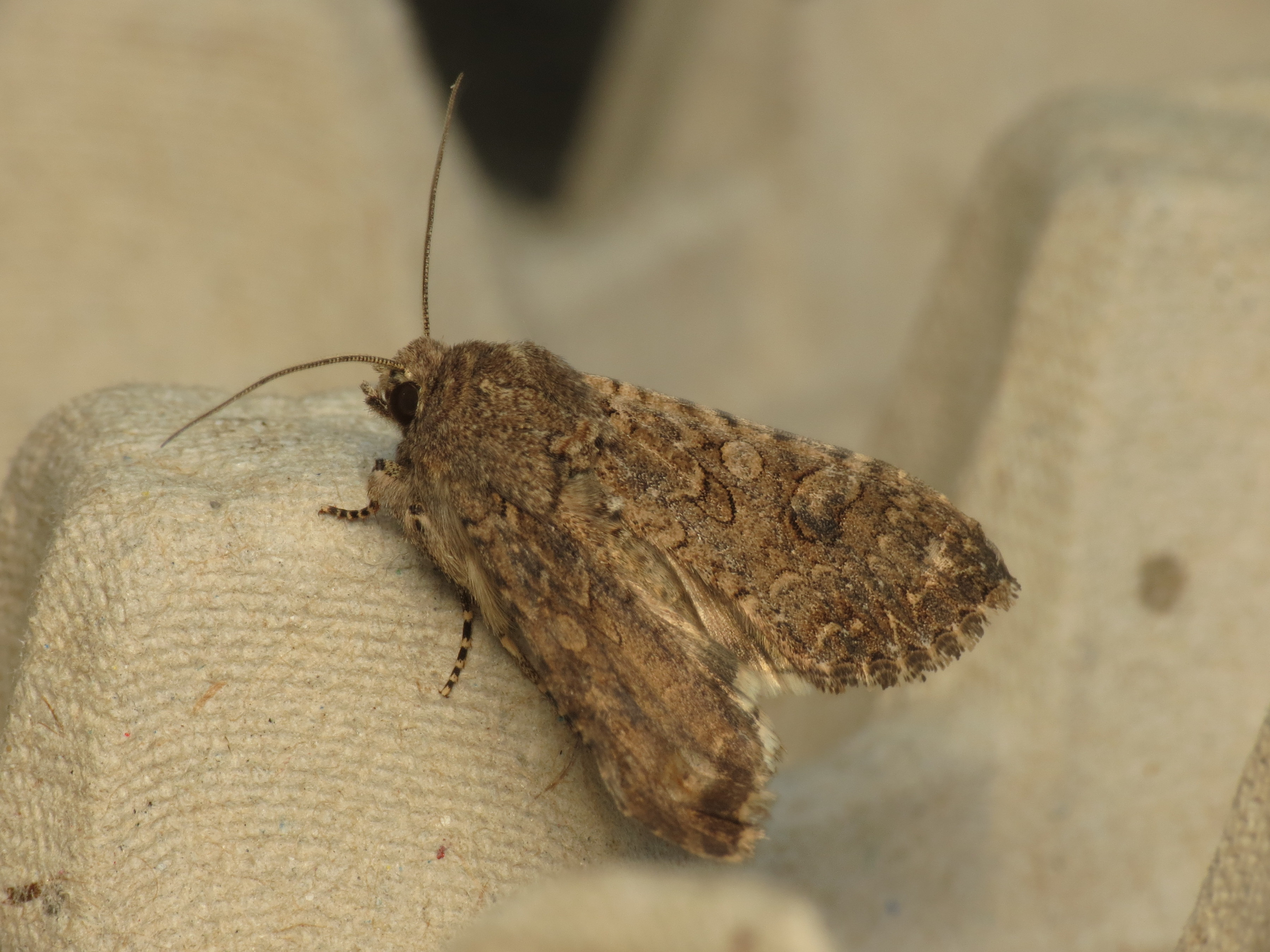
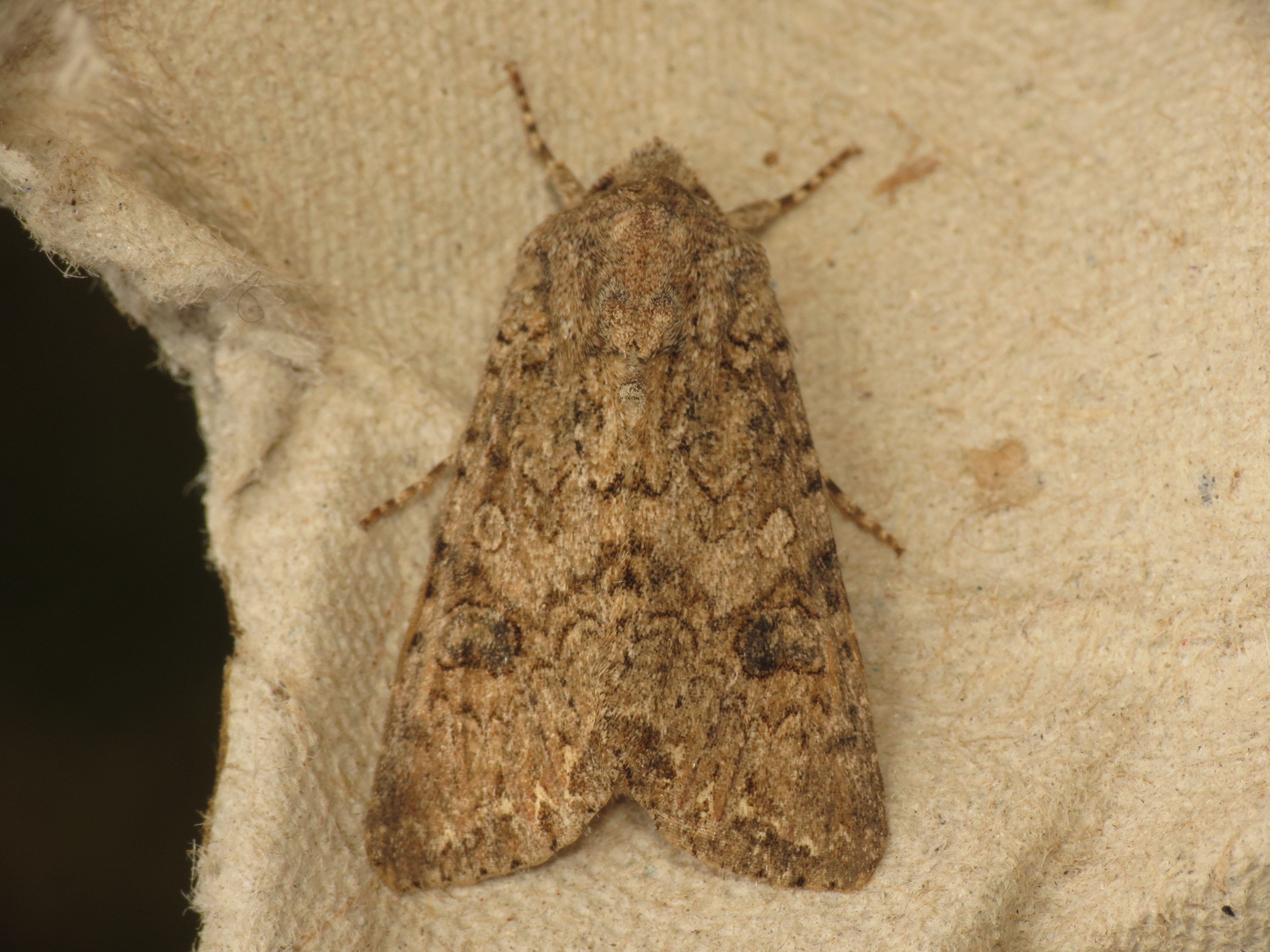
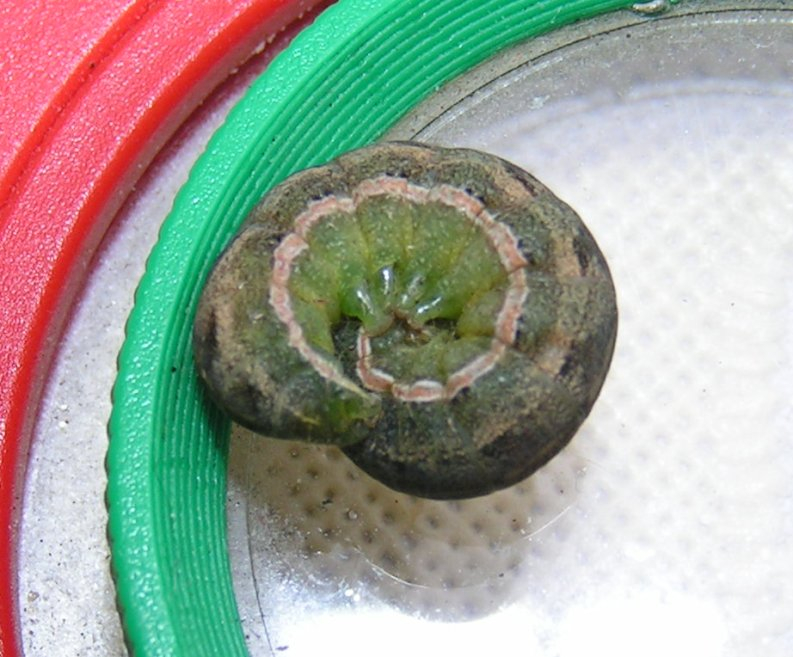
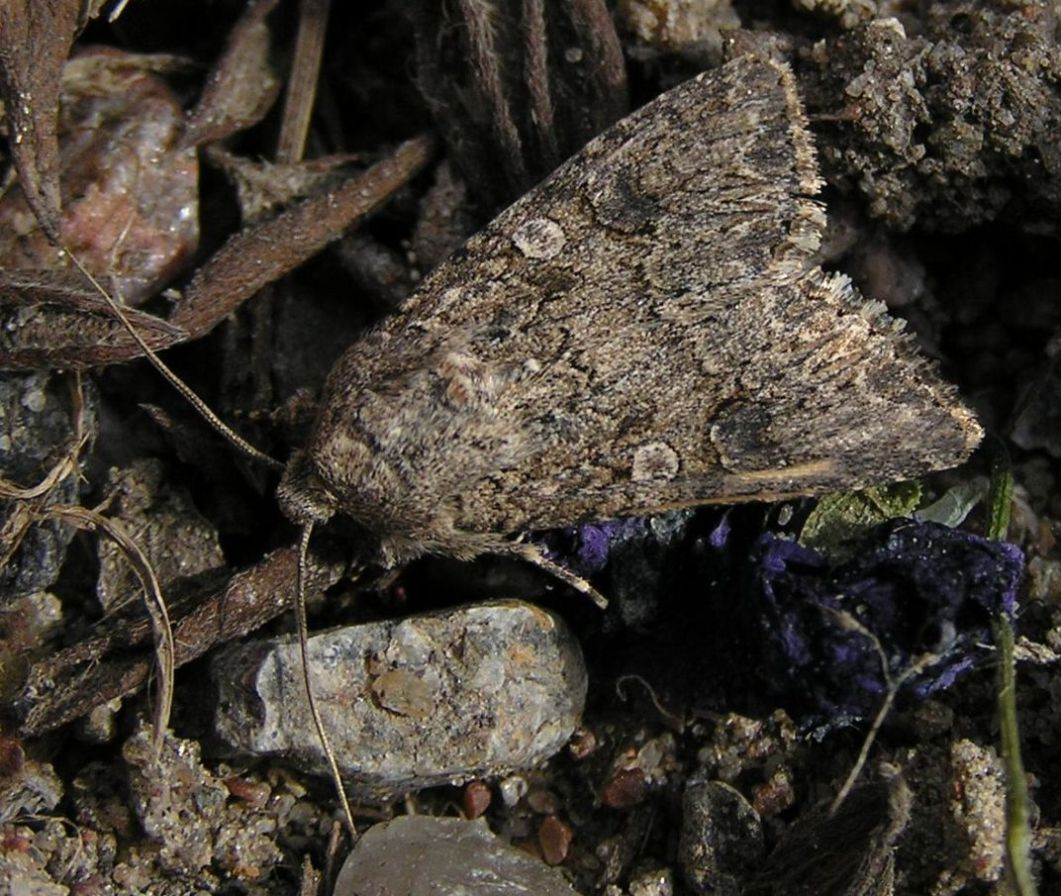